# Kikkija
Kikkija (in accadico, 𒆠𒅅𒆠𒄿𒀀, Ki-ik-ki-i-a; fl. XX secolo a.C.) è stato un sovrano dell'Assiria.
Il nome è stato interpretato da Arthur Ungnad, come quello di Ushpia, come hurrita (BA VI, 5, p. 13), una tesi che oggi non regge più. Già Poebel la riteneva poco convincente.